# Luis Malagón
Artikeln följer den spanska namnseden; faderns efternamn är Malagón och moderns efternamn Velázquez.
Luis Ángel Malagón Velázquez, född 2 mars 1997, är en mexikansk fotbollsmålvakt som spelar för América.
Han blev olympisk bronsmedaljör i fotboll vid sommarspelen 2020 i Tokyo.